# NewFound Road
NewFound Road est un groupe de bluegrass traditionnel et de gospel bluegrass qui fut fondé le 4 juillet 2001 à Franklin, dans l'Ohio, aux États-Unis.
NewFound Road est né comme un groupe de musique chrétienne, principalement orienté vers le Gospel, et s'est progressivement sécularisé. La formation a changé fréquemment de personnel et tourne d'abord autour de l'un des fondateurs du groupe, l'auteur-compositeur-interprète Tim Shelton dont les qualités de chanteur ont assis la réputation.

## Histoire
Newfound Road fut fondé le 4 juillet 2001 dans le Comté de Franklin dans l'Ohio par Tim Shelton (guitare), Rob Baker (mandoline), Jr. Williams (banjo) et Tim Caudill (contrebasse).
En juillet 2007, Rob Baker, l'un des fondateurs et des piliers artistiques de NewFound Road, a souhaité s'en éloigner afin de pouvoir consacrer plus de temps à sa famille et à d'autres projets. Il fut remplacé par Joe Booher qui fit ses débuts avec le groupe, sur scène, le 16 août 2007.
Le 29 octobre 2010, les membres de NewFound Road ont fait leurs débuts au Grand Ole Opry, pour accompagner la présentation de l'album « homecomming » de Joe Diffie qui est pensionnaire de l'établissement depuis 1993.

## Discographie
NewFound Road a publié les œuvres suivantes.